# Templo Airavatesvara
El templo Airavatesvara es un templo hindú de arquitectura dravídica ubicado en el pueblo de Darasuram, cerca de Kumbakonam en el estado de India del Sur de Tamil Nadu. El templo, construido por Rajaraja Chola II en el siglo XII, forma parte de la lista de Patrimonio de la Humanidad de Unesco junto a los templos Gangaikondacholisvaram y Brihadisvara bajo el nombre de Los grandes templos vivientes Chola.
El templo Airavatesvara está dedicado a Shiva. A Shiva se lo conoce en el lugar como Airavateshvara, porque era adorado en este templo por Airavata, el elefante blanco del rey de los dioses, Indra. La leyenda dice que Airavata, que sufría de una maldición del sabio Durvasa que cambiaba su color, recuperó su color original bañándose en las aguas sagradas de este templo. Esta leyenda es conmemorada por una imagen de Airavata con Indra sentada en un santuario interior. El templo y la deidad derivan su nombre de este episodio.